# Аркадія (Айова)
Аркадія (англ. Arcadia) — місто (англ. city) в США, в окрузі Керролл штату Айова. Населення — 525 осіб (2020).

## Географія
Аркадія розташована за координатами 42°5′10″ пн. ш. 95°2′35″ зх. д. / 42.08611° пн. ш. 95.04306° зх. д. (42.086197, -95.043192).  За даними Бюро перепису населення США в 2010 році місто мало площу 2,55 км², уся площа — суходіл.

## Демографія
Згідно з переписом 2010 року, у місті мешкали 484 особи в 185 домогосподарствах у складі 134 родин. Густота населення становила 190 осіб/км².  Було 195 помешкань (76/км²).
Расовий склад населення:
| - 97,7 % — білих - 0,4 % — корінних американців - 0,2 % — азіатів |

До двох чи більше рас належало 1,7 %. Частка іспаномовних становила 0,8 % від усіх жителів.
За віковим діапазоном населення розподілялося таким чином: 29,8 % — особи молодші 18 років, 53,9 % — особи у віці 18—64 років, 16,3 % — особи у віці 65 років та старші. Медіана віку мешканця становила 36,3 року. На 100 осіб жіночої статі у місті припадало 105,1 чоловіків;  на 100 жінок у віці від 18 років та старших — 95,4 чоловіків також старших 18 років.
Середній дохід на одне домашнє господарство  становив 59 416 доларів США (медіана — 54 010), а середній дохід на одну сім'ю — 68 101 долар (медіана — 61 111). Медіана доходів становила 36 389 доларів для чоловіків та 30 972 долари для жінок. За межею бідності перебувало 5,1 % осіб, у тому числі 1,4 % дітей у віці до 18 років та 11,1 % осіб у віці 65 років та старших.
Цивільне працевлаштоване населення становило 280 осіб. Основні галузі зайнятості: освіта, охорона здоров'я та соціальна допомога — 24,6 %, роздрібна торгівля — 15,7 %, транспорт — 11,1 %, оптова торгівля — 11,1 %.